# Bismarckturm (Weißenfels)
Der Bismarckturm in Weißenfels steht im Klemmbergpark Weißenfels oberhalb des Weißenfelser Stadtkerns und ist einer von 146 in Deutschland noch existierenden Bismarcktürmen.
Das Bismarckturmkomitee für den Bau des Turmes wurde unter Vorsitz des Weißenfelser Oberbürgermeisters Wadehn und dem Rechtsanwalt Junge gegründet. Es wurde beschlossen, den Turm auf dem Klemmberg zu errichten. Die Grundsteinlegung des Denkmals erfolgte am 13. Oktober 1906, die Einweihung erfolgte im Beisein von 12.000 Weißenfelsern am 25. August 1907.

## Bauwerk
Der Entwurf für das Bauwerk stammt von Architekt O. Meienberg (Sen.), der für die Entwurfspläne auf sein Honorar verzichtete. Für den Bau des Bismarckturms am 1906 war Meienberg sen. zugleich auch unendgeldlich als Bauleiter tätig. Für die Errichtung des 21 Meter hohen Turms hatte man sich für eine 140 Meter ü.NN gelegene Anhöhe des Klemmbergs entschieden. Die Gründung besteht aus einer quadratischen Betonfundamentierung mit einer horizontalen äußeren Kantenlänge von 11 Metern bei drei Metern Tiefe. Das aufgehende Bauwerk wurde mit Natursteinquadern und Sandstein-Ausmauerungen ausgeführt; hierfür bezog man Freyburger Kalkstein-Material. Da man ob der erwarteten hohen Baukosten auf Spenden angewiesen war, stellte die Stadt Weißenfels Sand und Kies kostenlos zur Verfügung, des Weiteren ließ Bürgermeister Wadehn aufgefundene Natursteine im Wert von über 4.000 Mark zur Verfügung stellen, die von einem alten Friedhof stammten – für heutige Zeiten eine ungewöhnliche Maßnahme. Der Turm besitzt einen dreistufigen Sockel, wobei in den ersten Sockel eine sechsstufige Treppe zum Portal des Turminneren führt. Die zweite und dritte Sockelstufe entsprechen in etwa der Höhe dieses Eingangsportals. Dieser dreistufige sockelförmige Turmunterbau besitzt die Abmessungen unterseitig von 10,50 × 10,50 Metern und verjüngt sich zur Oberkante der dritten Sockelstufe auf quadratische 8,40 Meter. Es schließt sich der Turmschaft an, der aus klassischem bossiert behauenen Natursteinquadern besteht und sich aufgehend verjüngt. Am Turmkopf kragt ein Gesims aus und betont damit die Ausbildung des Aussichtsbereichs, auf dem sich ein kleiner Raum mit einer quadratischen Fläche von 3,8 Metern Seitenlänge befindet und von dort einen Aufstieg zur oberen Aussicht ermöglicht. Wie früher üblich wurde am Turmschaft nicht auf Kunst am Bau verzichtet, insofern brachte man ein Bismarck-Relief und vier steinerne Adler an, welche künstlerisch von F. Mennicke entworfen und vom Bildhauerbetrieb O. Schlehan hergestellt wurden. Die Adler wurde nach dem Krieg zerstört; die Adler wurden nach altem Vorbild in einer Abmessung von je 1,8 Metern vom Bildhauer D. Kittler im Jahr 2012 ersetzt; die 1,6 Tonnen schweren steinernen Adler wurden dann 2012 auf die Eckpylonen aufgesetzt. Die Ausführung damaligen Rohbauarbeiten in der Zeit von Oktober 1906 bis März 1907 oblagen der Weißenfelser Maurerfirma A. Günther.

## Baukosten

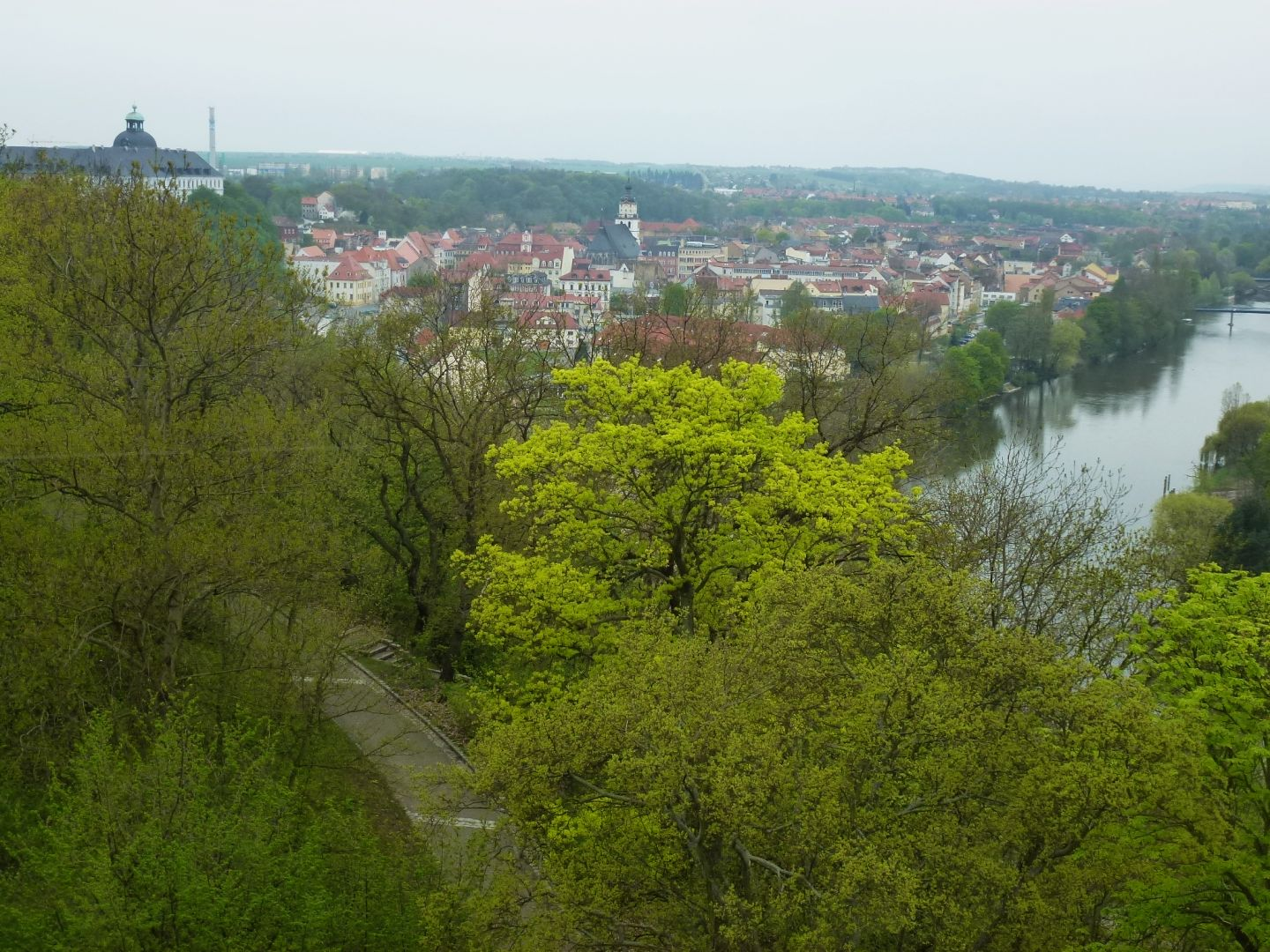
Blick vom Bismarckturm

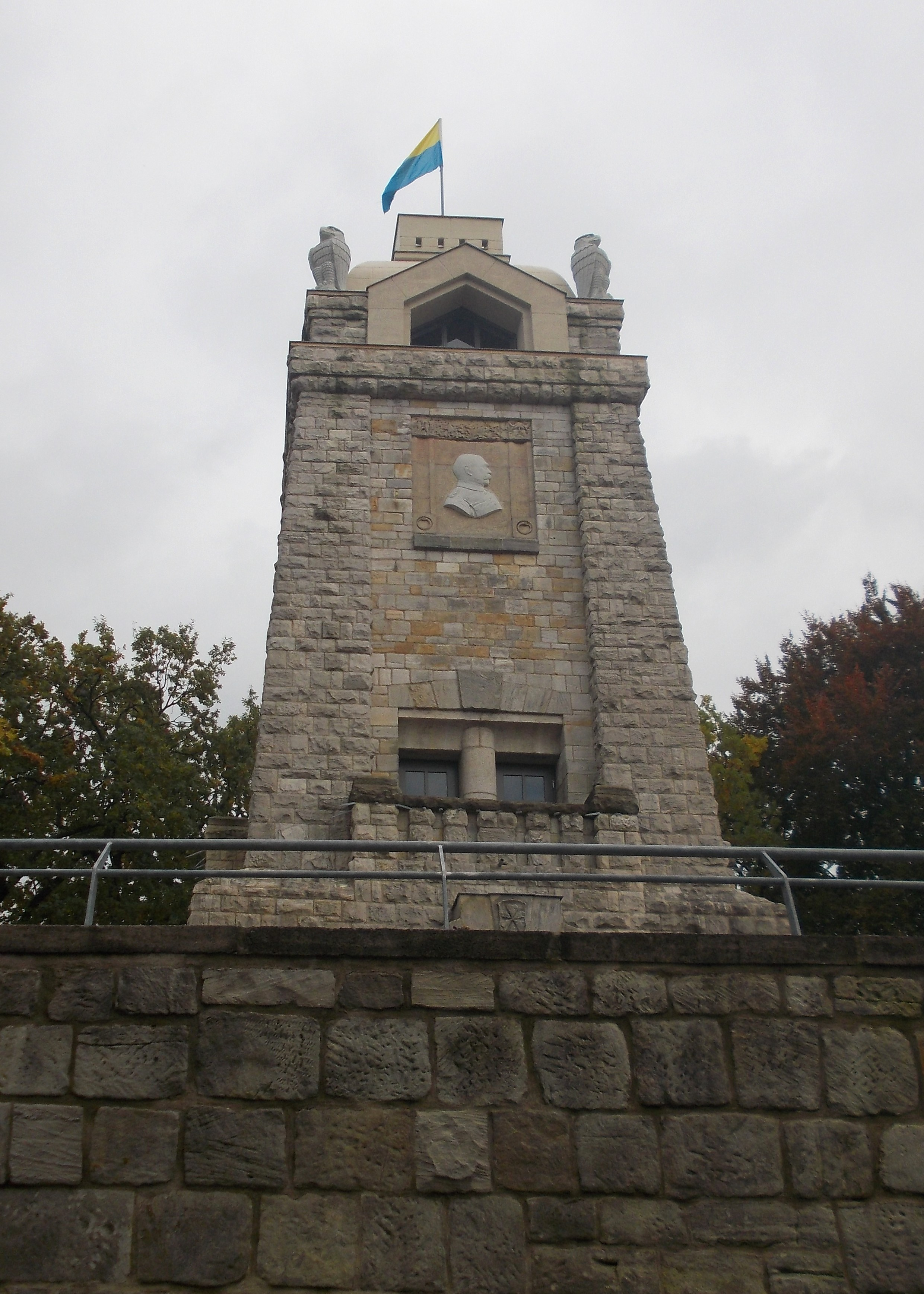
Ansicht des Bismarckturms vom Otto-Böhme-Weg

Insgesamt beliefen sich die Baukosten des 21 m (nach anderen Angaben 19 m) hohen Bismarckturms auf die damals gewaltige Summe von 21.800 Mark. Es sollte ursprünglich nur eine Bismarcksäule gebaut werden, da die Geldmittel der Stadtverwaltung nicht ausreichten. Durch mehrere von weiten Teilen der Weißenfelser Bürgerschaft und ansässigen Unternehmen und Vereinigungen getragene, freiwillige Spendenaktionen konnten jedoch die notwendigen Mittel in Etappen für den Turmbau bereitgestellt werden. Bis November 1905 betrug das Aufkommen des eingeworbenen Geldes bereits 16.000 Mark. Die Kosten für eine erforderliche Wasserleitung wurde zur Hälfte aus der Kasse des Wasserwerks gesponsert.
Dabei beliefen sich allein die Erd- und Rohbauarbeiten auf 13.770 Mark.

## Der Turm zwischen 1949 und 1990
Nach Gründung der Deutschen Demokratischen Republik 1949 wurden das Bismarckrelief und die vier Adler entfernt und der Turm nach dem Theologen, Mathematiker und Astronom Johannes Kepler (1571–1630) benannt. Bis Anfang der 1980er-Jahre war er für Besucher zugänglich, wurde dann aber wegen Schäden an der Treppenanlage gesperrt.

## Die Zeit nach der Wiedervereinigung 1990
Nach der Wiedervereinigung erhielt der Turm seinen Namen zurück. Verantwortlich für die schrittweise Sanierung zwischen 2006 und 2015 zeichnete der am 26. Oktober 2005 gegründete gemeinnützige Weißenfelser Bismarckturm Verein e.V. Die Stadt Weißenfels, Großsponsoren sowie Weißenfelser Bürger unterstützten die Sanierung des Denkmals. Im Zuge der Sanierung wurde 2007, zum 100-jährigen Turmjubiläum, die Turmkuppel fertiggestellt und der Turm wieder begehbar. Die vier zu DDR-Zeiten entfernten Adler kamen paarweise im Mai 2010 und im Juni 2012 wieder zurück zum Turm.
Der Turm ist von April bis Oktober an jedem 2. und letzten Sonntag im Monat von 14 bis 17 Uhr geöffnet und bietet einen Blick auf Weißenfels und das Saaletal.

## Denkmalschutz
Der Weißenfelser Bismarckturm an der Bismarckstraße ist als Baudenkmal unter Denkmalschutz gestellt worden. Es ist unter der Nummer 094 09186 als Kulturdenkmal von der Gemeinde Weißenfels im Denkmalverzeichnis aufgenommen worden.